# 姚成烈
姚成烈（1716年—1786年），字申甫，号雲岫。浙江杭州府钱塘县人，清朝政治人物。

## 生平
乾隆十年（1745年）乙丑科進士，授吏部主事，升员外郎。乾隆二十二年（1757年）升郎中，同年改山東道监察御史。乾隆三十五年（1770年）任江寧布政使。升广西巡撫，改湖北。乾隆四十九年（1784年）升礼部尚書，卒于任。
与袁枚同年生、同年肄業于万松書院、又同举戊午郷試。袁枚《小倉山房文集》有「礼部尚書姚公传」